# Padre e figlio
Pour plus de détails, voir Fiche technique et Distribution.
Padre e figlio (littéralement « père et fils ») est un film italien réalisé par Pasquale Pozzessere, sorti en 1994.

## Synopsis
Les relations entre un père, Corrado, un ouvrier aux origines paysannes, et son fils névrosé, Gabriele.

## Fiche technique
- Titre : Padre e figlio
- Réalisation : Pasquale Pozzessere
- Scénario : Pasquale Pozzessere et Roberto Tiraboschi
- Photographie : Bruno Cascio
- Montage : Carlo Valerio
- Production : Angelo Rizzoli Jr.
- Société de production : Erre Cinematografica, Reteitalia, Flach Film et K2 Two
- Pays de production :  Italie,  France et  Belgique
- Genre : drame
- Durée : 95 minutes
- Date de sortie : 
  - Italie : avril 1994

## Distribution
- Michele Placido : Corrado
- Stefano Dionisi : Gabriele
- Enrica Origo : Angela
- Carlotta Jazzetti : Anna
- Giusy Consoli : Valeria
- Claudia Gerini : Chiara
- Luciano Federico : Aldo

## Distinctions
Lors de la 39e cérémonie des David di Donatello, le film reçoit 3 nominations et remporte le David di Donatello du meilleur directeur de la photographie et le David di Donatello du meilleur monteur.